# Beatriz de Meneses (condesa)

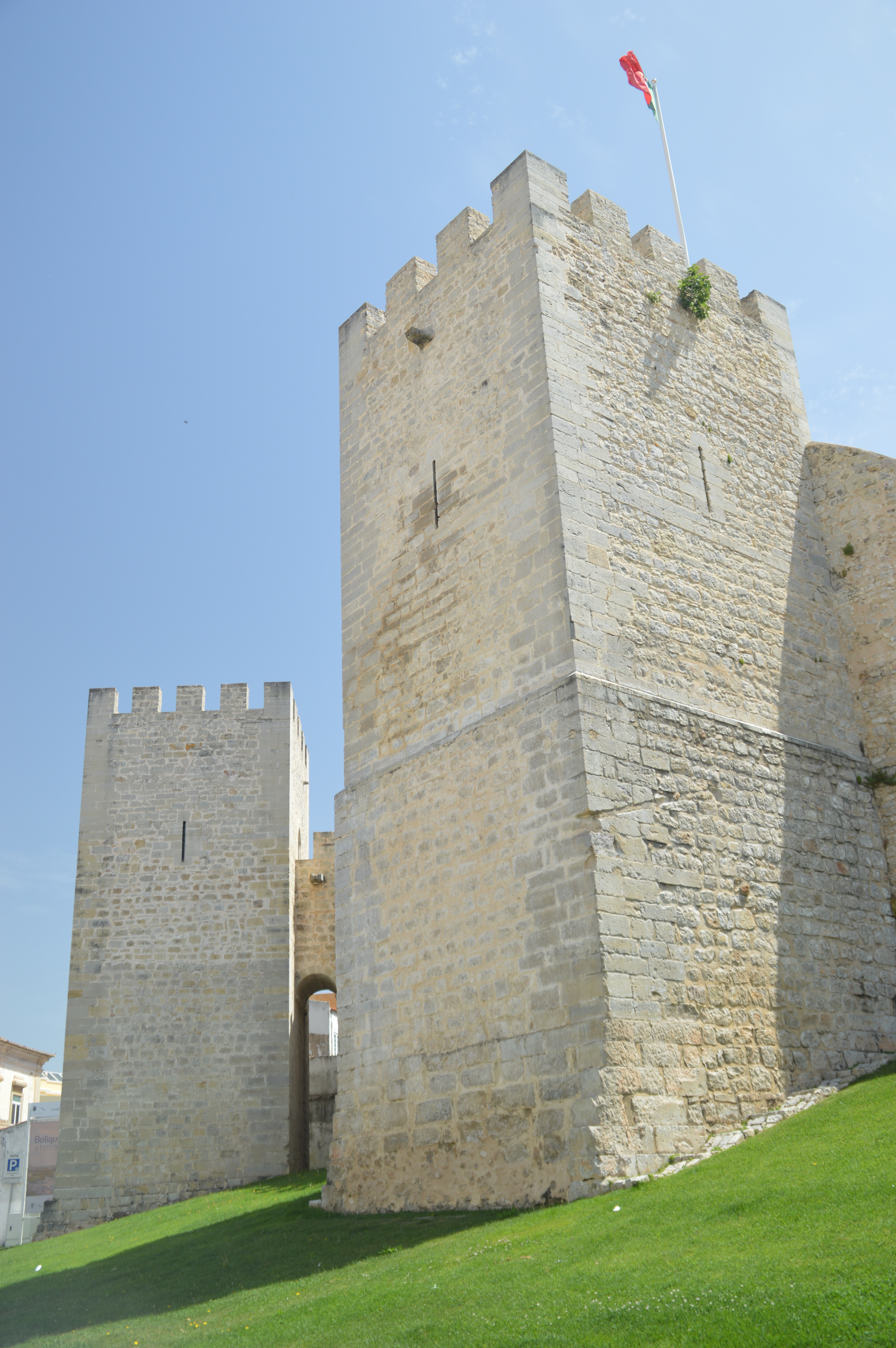
Castillo de Loulé

Beatriz de Meneses nacida como Brites de Menezes (n. Reino de Portugal, 1450-¿?) era una noble portuguesa que se convirtió en la II condesa de Loulé, y por matrimonio, en IV condesa consorte de Marialva.

## Biografía
Beatriz de Meneses, nacida en 1450 en el Reino de Portugal, fue hija de Enrique de Meneses, conde de Viana do Alentejo, de Viana da Foz do Lima y de Valença, además de las capitanías de las plazas marroquinas de Alcazarseguir y de Arcila, y de su esposa Guiomar de Braganza.
Al fallecer su padre, que era uno de los grandes dignatarios de la Corte de Alfonso V, todo su patrimonio revirtió a la Corona y por lo que dicho rey por carta de 12 de noviembre de 1471, recibió el condado de Valença, con los señoríos de Caminha y Cerveira, concediendo en cambio a Enrique de Meneses el nuevo condado de Loulé que, por ser otorgado de juramento y herencia, permitiría que su hija lo heredase.
En efecto, con la muerte de su padre, Beatriz de Meneses heredó el título de segunda condesa de Loulé que le fue confirmado por carta de 17 de febrero de 1480.

## Matrimonio y descendencia
Beatriz de Meneses se unió en matrimonio antes de 1496 con Francisco de Melo Coutinho, IV conde de Marialva y merino mayor.
De este enlace nacieron dos hijos:
- Guiomar de Melo Coutinho que se casó con el infante Fernando de Portugal y Aragón, duque de Guarda y Trancoso, quienes tuvieron dos hijos fallecidos en la niñez.
- Diego de Melo Coutinho (1488) se enlazó con Juana de Carvalho (1495), quienes tuvieron un solo hijo:

- Domingo de Melo Coutinho y Carvalho (1521) quien con una tal N. Simões tuvieron una sola hija ilegítima:

- María Simões de Melo (1549) que contrajo matrimonio con Matías Nunes Cabral y Vaz de Sá Homem de Noronha (1547) para concebir a tres hijas nacidas en la isla de Santa María de las Azores:

- Margarita Cabral de Melo (1570) que se casó con Amador Vaz de Alpoim (1568). Ambos con sus entonces cuatro hijos viajaron hacia el Gobierno General del Brasil y luego pasaron a la recientemente fundada ciudad de Buenos Aires, capital de la tenencia de gobierno homónima de la gobernación de Nueva Andalucía del Río de la Plata, en donde dejaron amplia descendencia.
- Ana Nunes Cabral (1573) casada con Antonio Pérez de Gouvea (1571).
- Inés Nunes Cabral de Melo (1575) que también viajó como su hermana hacia el Brasil y luego pasó a la incipiente Buenos Aires en donde casó con Gil González de Moura (ca. 1551).